# Анвик (река)
Анвик (англ. Anvik River) — река на западе штата Аляска, США. Правый приток Юкона. Длина реки составляет 225 км. Течёт преимущественно в южном и юго-восточном направлениях. Устье находится в 2,4 км к северу от города Анвик.
В Анвике обитает крупная популяция кеты. Река является хорошим местом для ловли четырёх видов лосося, а также щуки, нельмы, арктического гольца, радужной форели и европейского хариуса.
Впервые в устье реки в январе 1834 года зашёл российский мореплаватель Андрей Глазанов. Название реки было впервые записано в 1842—1844-х годах русским морским офицером Л. А. Загоскиным как «река Анвиг».